# Irapa
Irapa – miasto w Wenezueli, w stanie Sucre.